# Der Winzerkönig
Der Winzerkönig ist eine Fernsehserie des ORF und der ARD. Von 2005 bis 2009 entstanden 39 Folgen à 45 Minuten, die sich auf drei Staffeln verteilen.

## Hintergrund
Nachdem die Serie Julia – Eine ungewöhnliche Frau, eine Koproduktion von ARD und dem ORF, erfolgreich ausgestrahlt wurde, beschlossen die beiden Rundfunkanstalten eine erneute Zusammenarbeit. Schauplatz der Serie ist Rust im Burgenland sowie die Weinberge und Weingüter der Umgebung.
Regie führten Holger Barthel, Claudia Jüptner-Jonstorff, Michael Riebl und Walter Bannert, das Drehbuch schrieben Peter Mazzuchelli, Thomas Baum und Sascha Bigler.
Aufgrund der hohen Einschaltquoten während der ersten Staffel beschlossen ARD und ORF, 2007 eine weitere Staffel zu produzieren. Von Februar bis Ende Juni 2008 wurde diese auf ORF 2 und auch auf
Das Erste ausgestrahlt.
Obwohl die Einschaltquoten der ersten Staffel von ca. 4,47 Millionen Zuschauern auf 3,49 Millionen in der zweiten Staffel zurückgingen, entschied sich die ARD zur Weiterproduktion der Serie. Die dritte Staffel wurde von April bis Oktober 2009 gedreht und wurde ab dem 20. Mai 2010 ausgestrahlt.
Die Serie läuft auch in der Schweiz sowie unter dem Titel Vinbaronen in Norwegen. Außerdem gibt es Interesse aus weiteren europäischen Ländern wie der Slowakei, Schweden und Ungarn. Auch in China wird die Serie gezeigt.

## Handlung

### Erste Staffel
Thomas Stickler hat seine Frau an einen Freund verloren. Nachdem er seinen Managerjob in Frankfurt am Main gekündigt hat, besucht er seine Eltern im heimatlichen Rust am Neusiedler See. Als sein Vater überraschend stirbt, erbt Thomas das elterliche Weingut mit den Weinbergen. Da er für sich keine weitere Berufsperspektive sieht, übernimmt er den Betrieb und wird Winzer. Gegen den Willen seiner im Testament nicht bedachten Schwester Andrea Plattner beginnt er mit dem Ausbau des Guts. Doch sein Schwager (und Bürgermeister) Georg Plattner intrigiert gegen ihn.
Thomas Sticklers Tochter Anna zieht zu ihrem Vater ins Burgenland und verliebt sich in den Sohn des Bürgermeisters aus dessen erster Ehe. Doch es stellt sich heraus, dass Thomas der Vater des Jungen ist.

### Zweite Staffel
In der zweiten Staffel hat sich Thomas in Rust etabliert. Er betreibt mit seinem Sohn Paul Weinanbau und ist wieder mit dessen Mutter Claudia Plattner liiert. Sein Feind und Konkurrent bleibt jedoch weiterhin sein Schwager Georg.
Anna steht vor der Matura, lässt die Vorbereitungen jedoch schleifen und hilft lieber ihrer Großmutter Hermine in deren Gasthaus. Schließlich wird Thomas auf die Misere seiner Tochter aufmerksam und heuert Annas Mutter Johanna als Nachhilfelehrerin an. Dennoch besteht Anna ihre Prüfungen nicht. Als Konsequenz daraus verlässt sie Rust und bereist Australien. Ihr Halbbruder Paul verliebt sich in die Ungarin Edina Legedy, die mit ihrem Sohn Karoly nach Rust gekommen ist, um dessen Vater zu suchen. Sie arbeitet als Kellnerin in Hermines Lokal und kann Thomas, der große Frostschäden zu beklagen hat, bei der Suche nach Trauben behilflich sein. Thomas und Johanna werden endlich geschieden und nach ihrem Australienaufenthalt besteht Anna schließlich doch noch die Matura. Zur Enttäuschung ihres Freundes, des Kochs aus dem Gasthaus, hat sie sich in Melbourne jedoch verliebt und wird nun dort Biologie studieren. Bei Hermine wird Magenkrebs diagnostiziert; sie wird erfolgreich operiert. Andrea Plattner lässt sich von Georg scheiden und verzichtet freiwillig auf den gemeinsamen Besitz. Das hält Georg jedoch nicht davon ab, weiterhin illegale Geschäfte rund um das geplante Europazentrum auf Schloss Bergham zu machen.
Thomas hat weiterhin finanzielle Probleme und möchte bei der Bank einen neuen Kredit beantragen, um sein Geschäft zwischenfinanzieren zu können. Dies gelingt allerdings nicht, da Bürgermeister Georg Plattner den Bankangestellten davon überzeugt, Thomas keinen neuen Kredit zu gewähren. Trotzdem scheinen sich Thomas’ finanzielle Probleme zu lösen, da sein ehemaliger Chef Hannes Janeke ihm ein verlockendes Angebot unterbreitet: Thomas soll für ein Jahr eine ausländische Niederlassung in Bulgarien leiten, um das Arbeitsklima und die zwischenmenschlichen Beziehungen in dieser Firma zu verbessern. Dafür erhält er eine entgeltliche Leistung im Voraus, mit der er das Unternehmen Stickler & Stickler aus der finanziellen Not befreien kann. Nach langer Überlegung nimmt Thomas das Angebot an. Sein Sohn Paul soll während seiner Abwesenheit das Unternehmen allein leiten. Zudem erhält Thomas einen Exklusivvertrag von seinem besten Weinabnehmer.
Gemeindearzt Eibecker wendet sich an Thomas und Andrea, um ihnen mitzuteilen, dass sich Georg durch den Bau des geplanten Europazentrums nur selbst bereichern möchte, und legt die Vertragsbedingungen vor, die auch er unterschreiben sollte. Dies präsentiert Vize-Bürgermeister Jakob Ressler dem Gemeinderat und spricht Georg auf dessen Pläne an. Dieser ist empört und tritt aus „gesundheitlichen Gründen“ als Bürgermeister zurück. Jakob Ressler wird zu seinem Nachfolger ernannt.
Hermine heiratet unterdessen ihren langjährigen Freund Gottfried Schnell. Zudem verzichtet sie darauf, das Gasthaus Stickler zu verkaufen, nachdem sie zunächst einen solchen Gedanken ins Auge gefasst hat.

### Dritte Staffel
Thomas Stickler kehrt aus Bulgarien zurück. Paul hat in der Abwesenheit seines Vaters das Weingut erfolgreich geführt. Ex-Bürgermeister Plattner, der jetzt mit seiner ehemaligen Sekretärin zusammenlebt und ein Kind hat, plant weiterhin Intrigen gegen seinen Schwager. Koch Fabian und Edina verlieben sich ineinander. Die beiden erhalten ein Angebot aus Wien und ziehen gemeinsam in die Hauptstadt. Durch einen Autounfall, bei dem Paul am Steuer saß, stirbt Thomas’ Verlobte Claudia. Jakob Ressler, der das Bürgermeisteramt ausübt, legt es aufgrund von Plattners Intrigen nieder; Georg Plattner übernimmt das Amt interimsmäßig bis zur nächsten Wahl. Andrea Plattner wird zur Bürgermeisterin von Rust gewählt. Pauls Freundin Kerstin kommt zu Besuch und bleibt für längere Zeit an Pauls Seite. Sie renoviert das Gasthaus und eröffnet es wieder. Thomas lernt die Biologin Karin Schwarz kennen. Karin bekommt ein berufliches Angebot aus dem Ausland und reist mit Thomas nach Afrika.

## Charaktere

### Thomas Stickler
Thomas Stickler ist der Sohn von Hermine und Eduard Stickler und in Rust aufgewachsen. Er studierte nach der Matura Technik und Management. Seit vielen Jahren lebt er mit seiner Frau Johanna und der gemeinsamen Tochter Anna in Frankfurt und ist dort als Produktionschef bei einer High-Tech-Firma tätig. Als diese allerdings nach Ungarn verlegt wird, kündigt er seinen Job und kehrt in seine Heimat Rust zurück. Dort erbt er die Weinrieden seines überraschend verstorbenen Vaters und wird erfolgreicher Winzer.

### Andrea Plattner
Andrea Plattner ist die Schwester von Thomas Stickler und führt als Pharmazeutin die Apotheke in Rust. Sie ist die zweite Ehefrau von Winzer und Bürgermeister Georg Plattner, von dem sie sich jedoch trennt, nachdem sie erfahren hat, dass er eine Affäre mit seiner Sekretärin hat. Als ihr Exmann sich, nach vielen Malversationen, wieder der Wahl stellt, wird sie seine letztlich erfolgreiche Gegenkandidatin.

### Claudia Plattner
Claudia Plattner war die erste Ehefrau von Georg Plattner. Als der mit der Schwester von Thomas Stickler eine Affäre hatte, hatte sie sich scheiden lassen und war  mit ihrem Sohn Paul auf das Weingut ‚‚Schnell-Hof‘‘ gezogen, das sie nun bewirtschaftet. Tatkräftige Unterstützung in der Arbeit hat sie durch ihren erfindungsreichen Vater Blasius Schmalzl, der sie als Witwer allein aufgezogen hatte. Sie ist erfolgreiche Winzerin und befreundet sich wieder mit Thomas Stickler, dem sie vor allem in seiner Anfangszeit als Winzer eine wichtige fachliche Unterstützung ist.

### Paul Stickler
Paul Stickler ist der Sohn von Claudia und Thomas, was allerdings außer Claudia 20 Jahre lang keiner wusste. Paul wird in einer Fachschule zum Winzer ausgebildet, arbeitet fleißig in den Weinrieden mit und ist später zur Hälfte am neuen Weingut Stickler beteiligt. In der ersten Staffel lernt Paul Anna kennen, in die er sich verliebt, was auf Gegenseitigkeit beruht. Nachdem sich herausstellte, dass Anna seine Schwester ist, lernte Paul die Ungarin Edina und in der 3. Staffel Kerstin kennen.

### Anna Stickler
Anna Stickler ist Thomas’ Tochter. Nach der Trennung ihrer Eltern bleibt sie zunächst bei ihrer Mutter. Es entfacht sich jedoch ein Streit zwischen ihr und ihrer Mutter, sodass sie ins Burgenland zu ihrer Großmutter und ihrem Vater zieht. Dort lernt sie erst Paul kennen, von dem sich dann aber leider herausstellt, dass er ihr Halbbruder ist. Später verliebt sie sich in Fabian, den genialen jungen Koch im Gasthaus der Großmutter. Doch nach einiger Zeit trennt sie sich von ihm. Nach der abgeschlossenen Matura zieht es die junge Dame dann wieder ins Ausland. In der dritten Staffel kehrt sie noch einmal zur Beerdigung von Claudia Plattner zurück - allerdings wird sie nicht mehr von Britta Hammelstein gespielt.

## Drehorte
- Rust und Umgebung (Bezirk Eisenstadt)
- Gols
- Draßburg (Bezirk Mattersburg)
- Neusiedler See
- Purbach am Neusiedler See
- Großhöflein
- Sopron (Ödenburg) Ungarn

## DVD-Veröffentlichungen
Am 19. November 2007 erschien die erste Staffel auf DVD.